# Operação Frankton
Operação Frankton foi uma das operações especiais da marinha britânica durante a Segunda Guerra Mundial, considerada extremamente perigosa e arrojada, levando em conta sua ousadia e as consequências sofridas pelos executores da mesma.
Corria o terceiro ano da guerra e a França estava ocupada pelo alemães. O porto de Bordeaux, o terceiro maior na época, estava sendo usado para movimentar material essencial para o esforço de guerra alemão. Tornava-se, portanto,  imperioso obstruir esta ação.
O Ministério da Economia de Guerra da Inglaterra, transferiu a responsabilidade para Lorde Louis Mountbatten, Comandante das Operações Combinadas. Um oficial do Real Corpo de Fuzileiros Navais que estava sob seu comando, Major Herbert "Blondie" Hasle, sugerira anteriormente o emprego de pequenos botes para destruir os navios em porto ocupados pelo inimigo.  Era uma ideia extremamente arriscada, dado ao fato das chances de sobrevivência serem muito remotas. A operação seria realizada em território ocupado pelo inimigo.

## Treinamento
A missão iniciou em meados de 1942, quando o então Capitão Hasler, nomeado chefe da expedição, reuniu 34 fuzileiros desejosos de um choque pessoal com o inimigo. Seguiu-se o biótipo da estatura média, magros, estabilidade mental, e acima de tudo demonstrar extrema coragem. Sem nenhuma informação de qual seria a missão, foram enviados à Base Naval de Portsmouth, para um árdua treinamento de seis meses. Neste período aprenderam conceitos de navegação noturna, orientação no mar e principalmente remar sem fazer o mínimo barulho. Na sequência aprenderam a lidar com armas e "minas magnéticas". Após seis meses de treinamento, 12 fuzileiros foram selecionados para a missão.

## Missão
O objetivo principal desta operação era sabotar o porto francês Bordeaux. Participaria do ataque 12 homens inclusive o próprio Hasler. O plano desta operação era muito simples: a destruição de navios no porto de Bordeaux e o bloqueio do mesmo devido os destroços das embarcações afundadas, usando para isso seis equipes de remadores de caiaques que seriam desembarcadas a 10 milhas da embocadura do Rio Gironde, remariam 70 milhas rio acima até o porto, colocariam as suas minas magnéticas e depois iriam para a Espanha com o auxilio da Resistência Francesa.
No dia 1 de Dezembro os homens embarcaram no submarino Tuna, quando finalmente lhes foi dado os pormenores da missão, e as instruções de fugas. Às 22h00 do dia 7 de Dezembro o Tuna subiu a superfície a 10 milhas do estuário do Rio Gironde onde baixou a tripulação.

## O Ataque
A força estava dividida em duas equipes com as seguintes formações:
Caiaques da Força A
- Catfish   (Major Hasler e Marine Sparks)
- Crayfish (Corporal Laver & Marine Mills)
- Conger (Corporal Sheard e Marine Moffatt)

Caiaques da Força B
- Cuttlefish (Tenente MacKinnon e Marine Conway),
- Coalfish (Sargento Wallace e Marine Ewart)
- Cachalot (Marines Ellery e Fisher)

Material

Uma Metralhadora Sten equipada com silenciador, remos sobressalentes, bússola, rações, faca do tipo utilizado nos comandos, uma Pistola Colt, uma granada e um pequeno apito de contato que simulava o som de uma gaivota, além da 8 minas que cada caiaque levava.

Caiaque

A canoa desenvolvida por Hasler era robusta, capaz de levar dois homens, 75 kg de carga e era desmontável. Primeiro veio o modelo Cockle Mark I e depois a Cockle Mark II, que seria usada na Operação Frankton. Esta canoa (caiaque) tinha cerca de 5m de cumprimento, 72 cm de largura e 28 cm de altura. Pesava aproximadamente 35 kg vazia.
O caiaque Cachalote, teve sua armação quebrada no momento em que estava sendo liberado pelo submarino, teve que abortar a missão, desta forma sobrariam somente 5 caiaques. Na aproximação para o estuário do Rio, o caiaque Conger foi danificado e teve que ser rebocado pelos outros caiaques. Próximos à costa, os tripulantes do "Conger" receberam ordens de nadar até a costa, pois estavam atrasando os demais caiaques. Sheard e Moffat nunca chegaram a praia presumindo-se mais tarde que haviam se afogado. Na verdade o corpo de Moffat foi achado mais tarde na praia de Bois en Réy, mas o corpo de Sheard nunca foi encontrado.
Quando os caiaques entraram no estuário do Rio Gironde, o Coalfish, teve problemas com o maré e naufragou, sua tripulação foi obrigada a abandoná-lo. A tripulação logo seria capturada pelos alemães, próximo ao Farol de Pointe de Grave. Em 12 de dezembro, logo após a meia noite, seria fuzilador por ordem do Almirante Bachman. Embora feitos prisioneiros, interrogados e provavelmente torturados não haviam revelado nenhuma informação.
O mesmo aconteceu com a tripulação do Cuttlefish, tiveram que abandoná-lo depois que foi danificado. Sua tripulação seria mais tarde pega em La Réole pelos soldados alemães e entregues a Gestapo.
Após remarem 23 milhas, o Major Hasler só dispunha de duas embarcações e suas respectivas tripulações para completar a missão. Junto como Catfish, estava o Crayfish. Neste ínterim os alemães foram alertados sobre algum ataque por parte de Comandos naquela região, e o patrulhamento ao longo do rio aumentou.

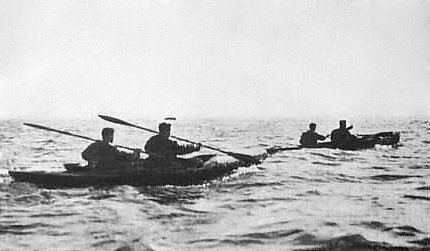
Tripulações dos Comandos.

Finalmente na quinta noite (de 11 para 12 de dezembro) após navegarem somente a noite, camuflando-se durante o dia, ambos os caiaques entraram na bacia sem dificuldade. Com o máximo cuidado para não serem descobertos, limitavam os movimento dos remos e remavam próximos aos navios para aproveitar sua sombra, pois o porto era densamente iluminado.
Hasler havia decidido que Catfish cobriria o lado oeste das docas e Crayfish o leste. Os detonadores das minas foram fixados para as 21h00.
O Catfish colocou 8 minas magnéticas em quatro barcos, inclusive no barco patrulha Sperrbrecher. Uma sentinela na coberta do Sperrbrecher teve a sua atenção chamada em direção ao Catfish, chegando até a iluminar o local com uma lanterna. Mas não deu o alerta, por acreditar que era um pedaço de madeira flutuando, pois a tripulação permaneceu imóvel em seu caiaque bem camuflado, como tinha sido treinada para fazer.  O Crayfish também colocou 8 minas em duas embarcações, 5 em um navio cargueiro e 3 em um pequeno barco.
O método para fixação das minas consistia em utilizar uma barra de 2 metros de comprimento fazendo-a ficar abaixo da linha de flutuação e a seguir soltar suavemente até fosse imantada ao casco. A barra era puxada e a sequência refeita com outras minas. Como os navios eram divididos em compartimentos estanques, eram necessárias várias minas por navio, geralmente três, incluindo a casa de máquinas se fosse possível.
Os efeitos realmente foram consideráveis, um navio afundado, quatro outros severamente avariados, comprometendo a operação no porto por quatro meses.

## Fuga
Após colocarem as minas magnéticas os homens saíram rapidamente da área, as duas canoas se encontraram na Ilha Caseau. Pouco depois afundaram seus caiaques e moveram-se a pé, para se juntar a Resistência Francesa na cidade de Ruffac. Havia a opção de usarem seus uniformes, se fossem capturados poderiam ser tratados como prisioneiros ou usar a roupa civil e serem tratados como sabotadores, para a qual a pena seria a morte.
Depois de algum tempo Sparks e Hasler optaram em usar roupas civis. Os alemães presumiram acertadamente que os britânicos viajariam para o sul em direção da Espanha. De fato, eles fizeram isto, um percurso de 100 milhas de Bordeaux, só que a jornada levaria dois meses.
Durante a fuga Laver e Mills, que se moviam separadamente de Sparks e Hasler, foram capturados pela polícia francesa e entregue aos alemães em Montlieu e depois levados para Paris, acredita-se que juntamente com os homens capturados em La Réole foram fuzilados em 23 de março de 1943.